# Big Thompson

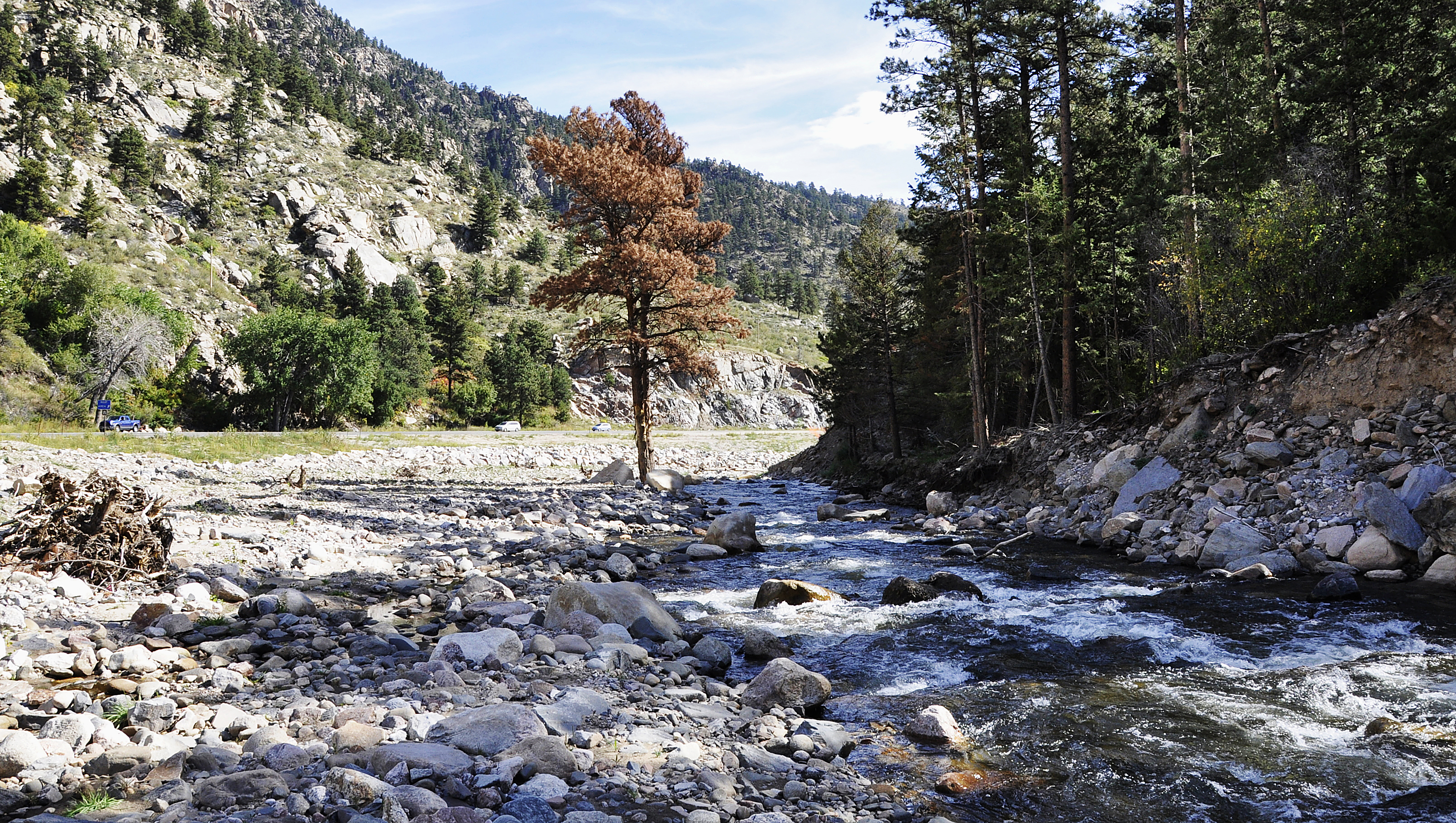
Big Thompson River ten oosten van Estes Park

De Big Thompson (River) is een zijrivier van de South Platte, 123 km lang, in de staat Colorado van de Verenigde Staten. Ten oosten van Estes Park loopt de rivier in de 40 km lange Big Thompson Canyon, richting Loveland. Hij mondt in de South Platte uit ongeveer 8 km ten zuiden van Greely.
Deze rivier ontstaat in de Forest Canyon van het Rocky Mountain National Park en vloeit in Estes Park in het Lake Estes. De waterkrachtcentrale van dit meer loost het water in de Big Thompson Canyon. In deze canyon verliest de rivier 800 m aan hoogte.

## De overstroming van 1976
Op 31 juli 1976, tijdens de viering van het honderdjarig bestaan van de staat, was de Big Thompson Canyon de scène van enorme verwoesting. Een onweer dat bleef hangen boven het hoogst gelegen deel van de canyon zorgde voor 300 mm regenval in vier uur tijd. Op het lager gelegen gedeelte viel er veel minder neerslag. Rond 21 u raasde een 6 m hoge watermuur door de canyon naar beneden. 143 mensen kwamen om waarbij er 5 nooit werden teruggevonden. 400 auto's, 418 huizen en 52 handelszaken werden verwoest, samen met het grootste gedeelte van U.S. Route 34.

## Afbeeldingen

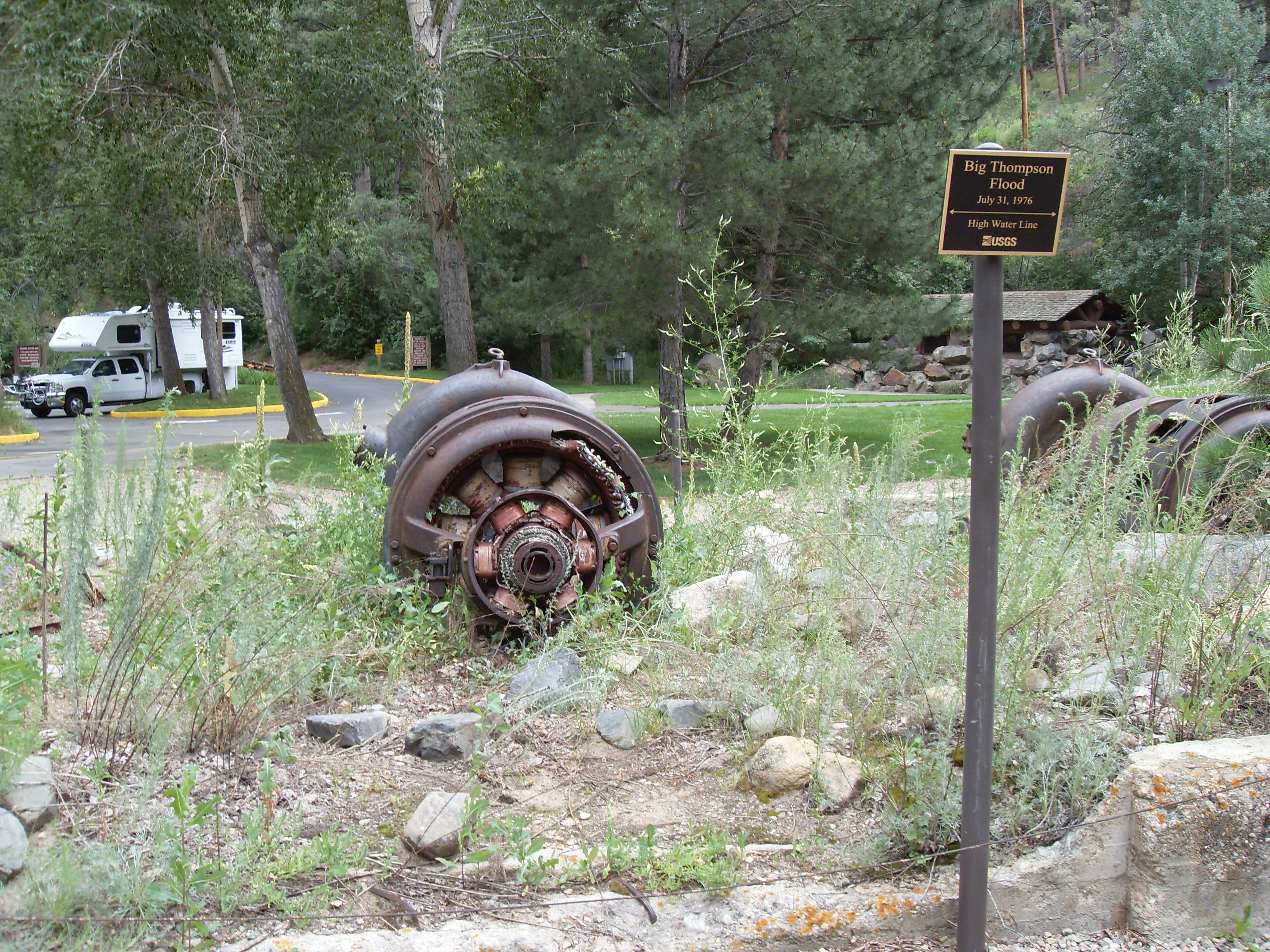
Bord met indicatie van het waterpeil van de rivier tijdens de overstroming van 1976 en de vernielde turbines van de waterkrachtcentrale
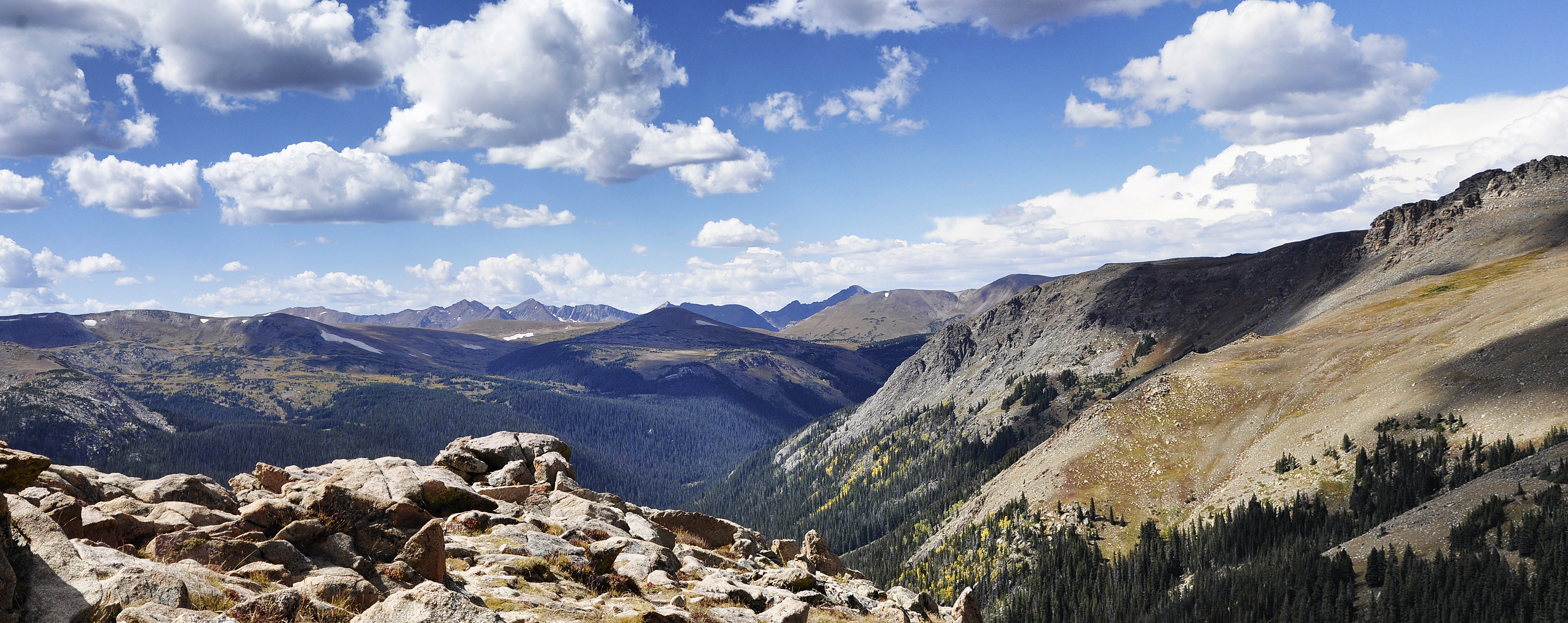
Forest Canyon (zie tekst)

- Library of Congress Control Number: sh89001035
- Nationale Bibliotheek van Israël: 987007539365905171
- Virtual International Authority File: 308196066